# Talleres ferroviarios de Junín

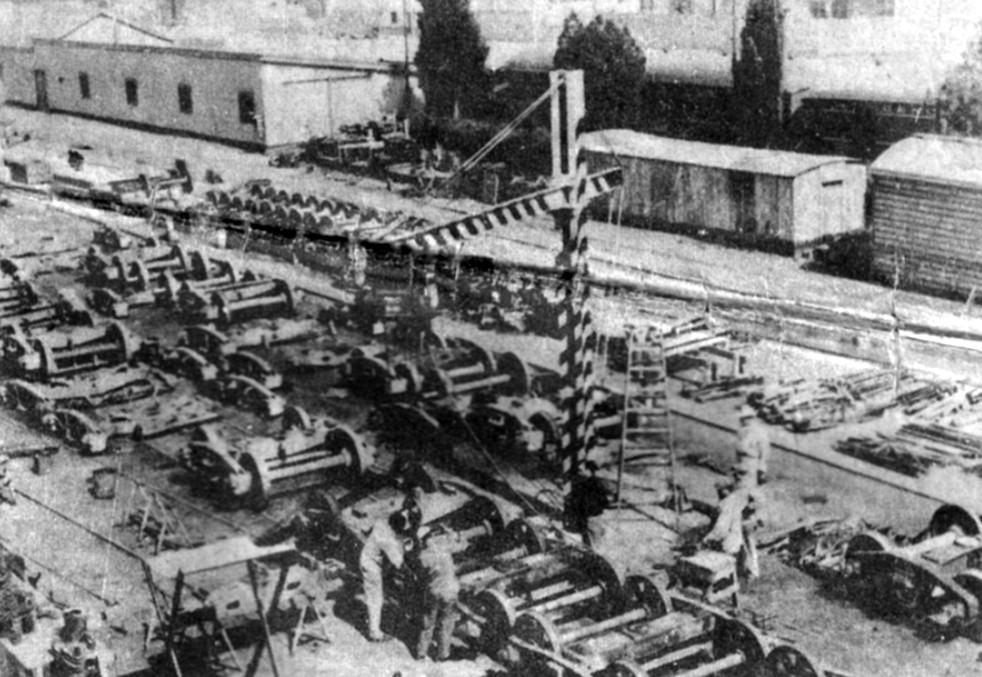
Imagen de los talleres publicada en ocasión de su 100 aniversario.

Los talleres ferroviarios de Junín «Ministro Mario Meoni» fueron establecidos en 1886 por el Ferrocarril Buenos Aires al Pacífico en la ciudad homónima, en Argentina. Tras la nacionalización de los ferrocarriles, pasaron a pertenecer al Ferrocarril General San Martín, llegando a emplear más de 6.000 trabajadores.

## Historia
El sábado 30 de octubre de 1886, por la tarde, el Ferrocarril Buenos Aires al Pacífico inauguró un pequeño taller en Junín, con nueve operarios. Dos meses después ya trabajaban 51 obreros. En 1906 se produjo la remodelación de las instalaciones, construyéndose grandes galpones. En esa época trabajaban 1600 operarios.
A fines de 1926, los talleres contaban con todas las instalaciones necesarias para carpintería, fundición, ajustaje, usina eléctrica, herrería, caldería, tornería, pinturería y aserradero. El número de operarios había crecido a 3500.
En la década de 1930 los talleres fabricaron la carrocería del primer coche motor del Ferrocarril Pacífico.
En 1994 surgió la Cooperativa de Trabajo Talleres Junín Limitada (COOTTAJ), en respuesta a las privatizaciones que afectaron a los ferrocarriles en Argentina.
Tras años de crisis y supervivencia con pocos trabajadores, y siendo administrados por la COOTTAJ, los talleres regresaron en 2021 a la órbita estatal, con su transferencia a Trenes Argentinos Capital Humano (DECAHF). Al mismo tiempo, se les impuso el nombre de «Ministro Mario Meoni», en homenaje a quien impulsó la recuperación de los talleres por parte del Estado nacional.

## Características
La superficie total ocupada por los talleres era de 289.000 m², llegando a tener casi 70.000 cubiertos, distribuidos de la siguiente manera:
- 14.026 m² Reparación de coches
- 11.059 m² Reparación de coches motores
- 20.493 m² Reparación y fabricación
- 21.258 m² Mantenimiento servicios auxiliares

La superficie de trabajo a cielo abierto comprendía un área de casi 21.000 m².
La red de vías interna tenía 29.300 m de longitud, permitiendo el movimiento de los vehículos que se someten a reparación en las diferentes secciones del taller.